# 竹原千賀
竹原 千賀（たけはら ちか、1996年5月9日 - ）は、熊本県出身のハンドボール選手。日本ハンドボールリーグのオムロン所属。

## 経歴
宇城市立松橋中学校時代は2011年に日本代表U-16に選出。同年の第20回JOCジュニアオリンピックカップではオリンピック有望選手に選ばれた。
中学卒業後は熊本国府高等学校へ進学。2012年は2年連続で日本代表U-16に選出された。
2013年は第5回女子ユースアジア選手権の日本代表U-18に選ばれた。
高校卒業後は筑波大学へ進学。
2019年に日本ハンドボールリーグのオムロンへ加入。

## 詳細情報

### 背番号
- 15 (2019年 - )

## 代表歴

### 日本代表U-18
- ユースアジア選手権 (2013年)

### 日本代表U-16
- 日韓スポーツ交流 (2011年・2012年)